# Água bicarbonatada
Água bicarbonatada ou água mineral bicarbonatada são águas minerais alcalinas que contém elevados teores de bicarbonatos. Essas águas podem apresentar diferentes graus de mineralização, os quais podem ser medidos mediante análise de seus resíduos de evaporação.
Estima-se que os minerais dissolvidos nessas águas apresentem propriedades medicinais.. Sobretudo o cálcio e magnésio podem contribuir para que ocorra melhor absorção dos minerais pelo organismo humano, afetando assim as funções metabólicas.